# 쓰즈라오성

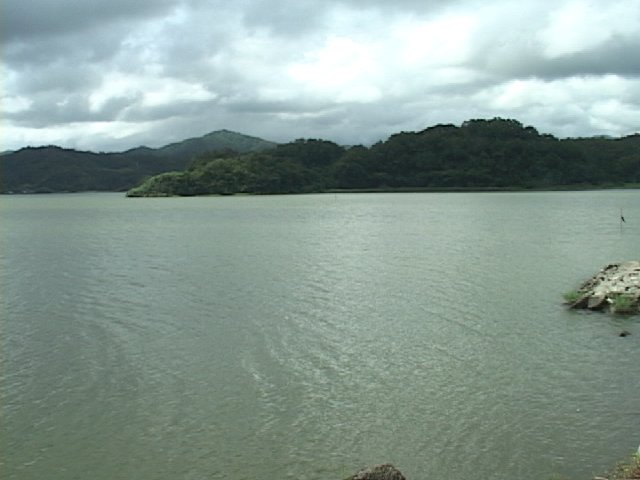
쓰즈라오 성

쓰즈라오성(일본어: 防己尾城 쓰즈라오조[*])은 돗토리현 돗토리시 가나자와에 있었던 평산성이다. 쓰즈라오(防己尾)라는 명칭은 에도 시대 무렵에 정착된 것으로 그 이전에는 가메야마 성(亀山城), 요시오카 성(吉岡城)으로 불렸다.

## 역사
아즈치모모야마 시대
원래 이 지역 호족 요시오카 가문은 로쿠탄다의 마루야마 성을 본거로 두었지만, 1573년 무렵 높이 297m의 미노가미 산성으로 거처를 옮겼다. 그러나 미노가미 산성은 매우 험준하고 깊은 산속에 있어 1579년 요시오카 사다카쓰가 쓰즈라오 성을 쌓아 새로이 거처를 옮겼다.
1581년 하시바 히데요시의 돗토리 성 공격 때 요시오카 사다카쓰는 쓰즈라오 성에 머물면서 하시바 군에 대항하였다. 호반의 작은 성 하나라고 깔본 히데요시는 3번에 걸쳐 공세를 펴 오지만, 사다카쓰의 전술에 말려 3번 다 패배하였다. 특히 2번째 쓰즈라오 성 공격 때에는 히데요시의 호리병박 우마지루시가 뺏기는 수모를 당하기도 했다.
무력으로는 통하지 않는다는 것을 깨달은 히데요시는 병량으로 공세로 전환한다. 이에 기아 허덕인 요시오카 일가는 항복하고 성을 나와 귀농했다고 한다.

## 구조

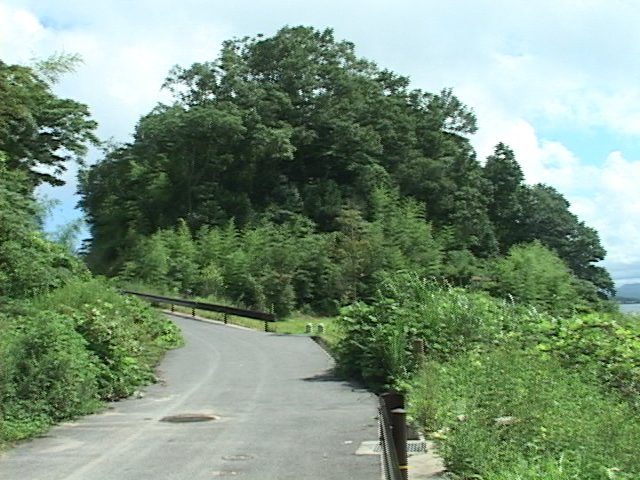
하시바 군과의 격전이 있었던 산노마루 터

고야마이케(湖山池)의 반도 형상으로 튀어나온 높이 38.3m의 작은 구릉지 성을 쌓았고, 각각 독립된 3개의 언덕에 혼마루, 니노마루, 산노마루를 두었다. 그리고, 그 주위에는 계단 형태로 성채를 쌓아 두었다. 또, 3개의 언덕에는 인공적으로 절벽을 만들거나 땅을 파 적이 쉽게 접근하지 못하도록 해두어 작지만, 쉽게 함락하지는 못할 견성이었을 것으로 보인다. 혼마루와 산노마루에 끼여있는 고야마이케에 면한 동쪽 평지에는 소규모의 마을을 형성했을 것으로 보인다. 현재 성터는 공원으로 정비되어 있지만, 성루, 구루와 터, 구덩이 등은 지금도 확인 할 수 있을 정도이다.

## 관광
교통
- JR 서일본 돗토리역에서 버스로 환승해〈쓰즈라오〉에서 하차 도보로 5분소요.
- JR 서일본 스에쓰네역에서 버스로 20분소요.

주변 문화시설 및 관광명소
- 고야마이케
- 요시오카 온천